# FOA-brännare
En FOA-brännare är en typ av destillationsapparat som används vid hembränning. FOA-brännaren är vattenkyld och förhållandevis liten till storleken. Det finns olika varianter, men gemensamt för alla dessa är att de är konstruerade av en för ögat komplicerad konstruktion av tunna rör. Fördelen med apparaten är att den kan destillera mycket snabbt.